# Jarosław Slaski

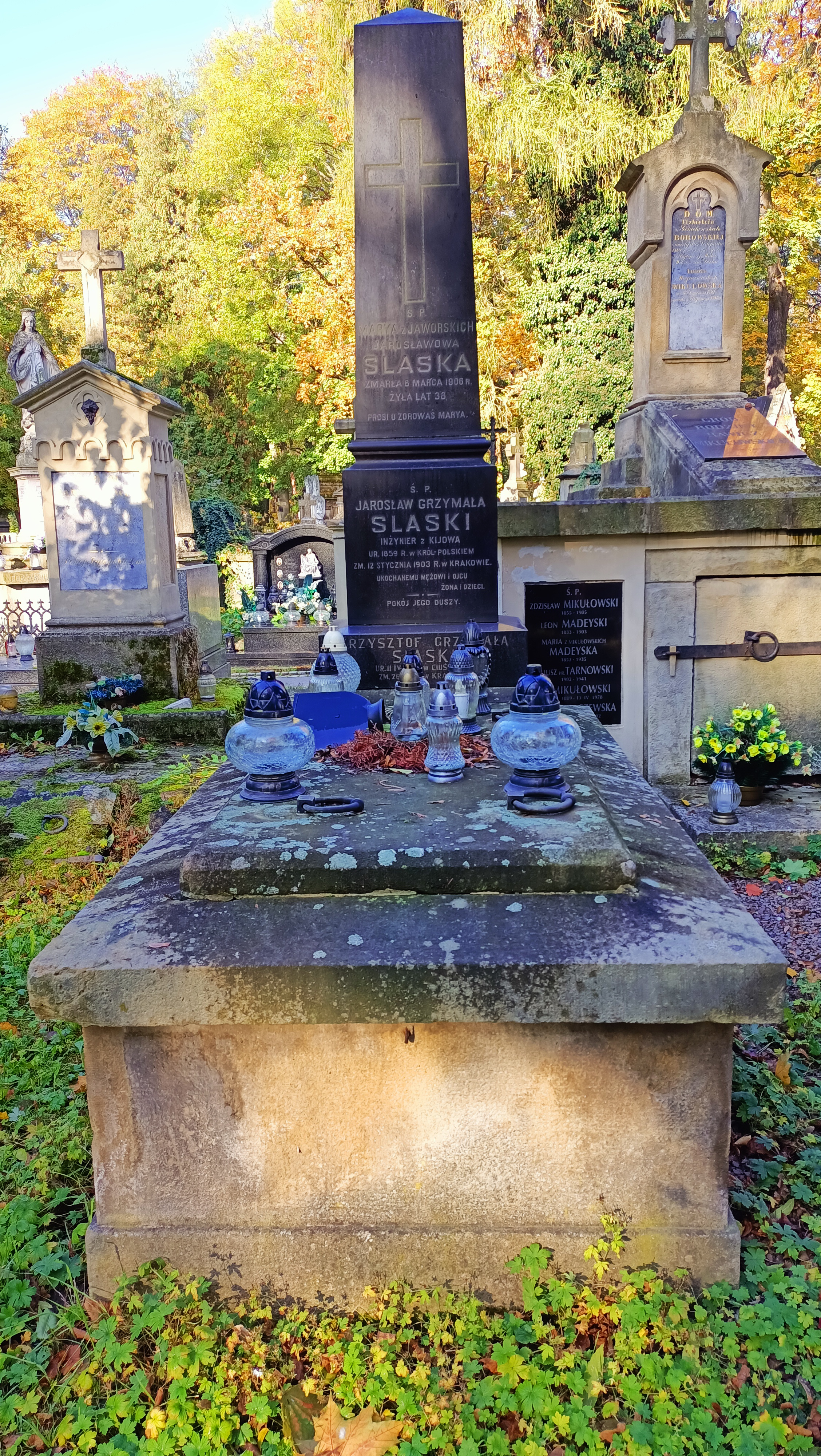
Grób Jarosława Slaskiego na Cmentarzu Rakowickim w Krakowie

Jarosław Slaski herbu Grzymała (ur. 24 kwietnia 1859 w Zbrodzicach, zm. 12 stycznia 1903 w Krakowie) – polski inżynier chemik, działacz gospodarczy na Kijowszczyźnie. 
Pochodził z gałęzi małopolskiej rodziny Slaskich. Był synem Juliusza Slaskiego, właściciela majątku Broniszów i jego pierwszej żony Julii Gawrońskiej herbu Rawicz.
Działacz społeczny na Kijowszczyźnie. Specjalista z zakresu cukrownictwa. Autor podstawowych w końcu XIX i na początku XX wieku publikacji w tej dziedzinie. Budowniczy cukrowni. W 1894 r. założył w Kijowie firmę zajmującą się budową, urządzaniem i zaopatrywaniem cukrowni. Zmarł nagle w Krakowie wracając ze zjazdu cukrowników w Berlinie.
Pochowany jest na cmentarzu Rakowickim w Krakowie.